# مارک مارتینز (بازیکن فوتبال، زاده ۱۹۹۰)
مارک مارتینز (انگلیسی: Marc Martínez؛ زادهٔ ۴ آوریل ۱۹۹۰) بازیکن فوتبال است.